# Final de la Copa Chile 2011

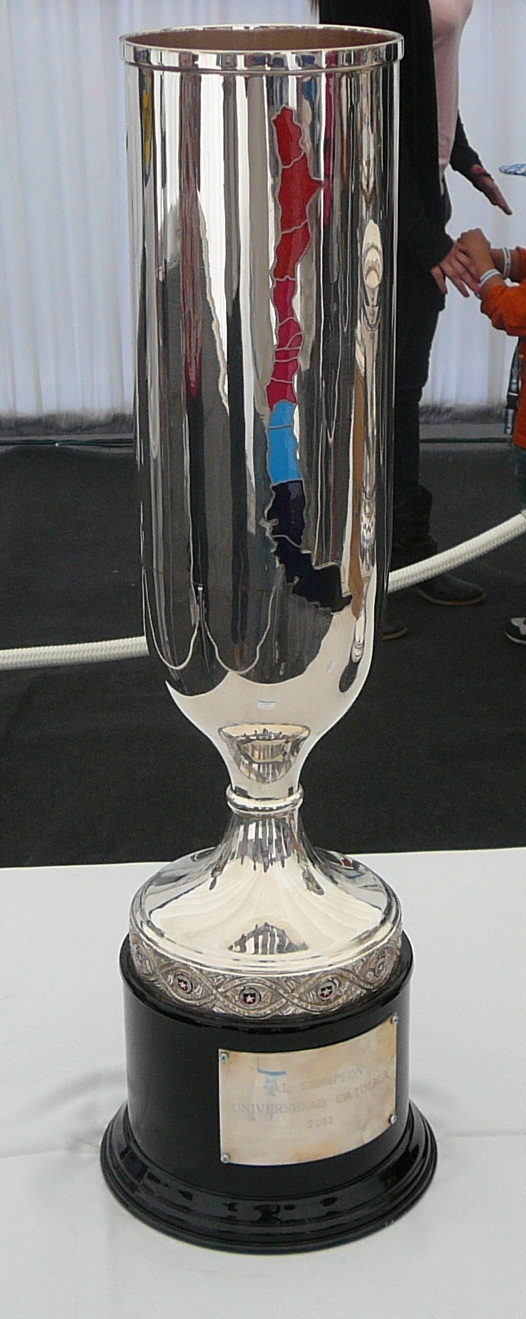
Réplica de la Copa Chile correspondiente al campeón del año 2011.

La final de la Copa Chile 2011 fue una serie de dos partidos de fútbol, de ida y vuelta, que se disputaron los días 9 y 16 de noviembre de 2011 para definir al campeón del año del torneo Copa Chile. La disputaron los ganadores de las semifinales, Universidad Católica y Magallanes. Tras una igualdad 1-1 en el marcador global, debido a que ambos equipos se impusieron 1-0 como visitantes en San Carlos de Apoquindo y Santa Laura-Universidad SEK, respectivamente, el ganador del torneo fue Universidad Católica, que venció 4-2 mediante tiros desde el punto penal en el encuentro de vuelta, y logró el cuarto título de su historia futbolística en ese campeonato; además, al obtener la Copa Chile 2011, clasificó a la Copa Sudamericana 2012.

## Llave
|                      | vs.                            |
| Magallanes 1 (2) 1 0 | Universidad Católica 1 (4) 0 1 |

## Antecedentes
En la edición 2011 del torneo, Universidad Católica llegó a la final como único representante de la Primera División, y Magallanes en cambio formaba parte de la Primera B. Universidad Católica aspiraba a ganar su cuarta Copa Chile, caso distinto al de Magallanes, que hasta entonces nunca había alcanzado una final del campeonato creado en 1958, y además buscaba su primer título profesional desde la obtención del torneo de Primera División 1938.
El 13 de octubre de 2011, Tomás Garcés, gerente del club Magallanes, descartó al estadio Santiago Bueras como escenario de la final por no cumplir los requisitos mínimos. De pasó declaró que Universidad Católica jugaba «poco y nada», en relación con el rendimiento futbolístico de su rival en ese momento.
El 14 de noviembre del mismo año, a dos días de la final de revancha, José Luis Villanueva, delantero de Universidad Católica, manifestó su intención de pasarle por encima a Magallanes y quedarse con el título. En tanto el capitán de Magallanes, Juan Cornejo, comentó su deseo de campeonar y clasificar a una copa internacional.

## Camino a la final
Magallanes, como el resto de los equipos de Primera B, inició su participación en la segunda fase de Copa Chile 2011 enfrentando a Barnechea. Tras dos empates (0-0 y 1-1), eliminó a su rival por un marcador de 5-4 a través de tiros desde el punto penal.
En la tercera fase de Copa Chile 2011, Magallanes debió enfrentar a Universidad de Chile (2-0 y 1-1), Municipal La Pintana (3-1 y 4-0), y Unión San Felipe (0-0 y 2-1). A su vez Universidad Católica, que se integró en esa ronda por su condición de equipo de Primera División, jugó frente a Colo-Colo (3-0 y 0-0), Naval (2-0 y 2-0), y Ñublense (0-0 y 1-0). Tanto Magallanes como Universidad Católica avanzaron a los cuartos de final del torneo.
En cuartos de final, Magallanes eliminó a Santiago Morning tras perder 0-1 y ganar 3-0. En la misma ronda, Universidad Católica dejó en el camino a Audax Italiano tras ganar 2-0, caer 1-3 y vencer en penales 4-2. Ya en semifinales, los albicelestes derrotaron 1-0 y 3-0 a Deportes La Serena, en tanto los cruzados superaron 1-0 y 5-4 a Universidad de Concepción, convirtiéndose ambos equipos ganadores en los finalistas del campeonato.

### Magallanes
| Fecha                                                          | Fase             | Sede                              | Equipo             |  | Resultado |  | Equipo             |
| -------------------------------------------------------------- | ---------------- | --------------------------------- | ------------------ |  | --------- |  | ------------------ |
| 31 de agosto                                                   | Cuartos de final | Municipal de La Pintana, Santiago | Magallanes         |  | 0-1       |  | Santiago Morning   |
| 4 de septiembre                                                | Cuartos de final | Municipal de La Pintana, Santiago | Santiago Morning   |  | 0-3       |  | Magallanes         |
| Magallanes avanza a semifinales con un marcador global de 3-1. |                  |                                   |                    |  |           |  |                    |
| 5 de octubre                                                   | Semifinal        | La Portada, La Serena             | Deportes La Serena |  | 0-1       |  | Magallanes         |
| 9 de octubre                                                   | Semifinal        | Santiago Bueras, Santiago         | Magallanes         |  | 3-0       |  | Deportes La Serena |
| Magallanes avanza a la final con un marcador global de 4-0.    |                  |                                   |                    |  |           |  |                    |

### Universidad Católica
| Fecha | Fase             | Sede                                                | Equipo                    |  | Resultado |  | Equipo                    |
| --- | ---------------- | --------------------------------------------------- | ------------------------- |  | --------- |  | ------------------------- |
| 31 de agosto | Cuartos de final | San Carlos de Apoquindo, Santiago                   | Universidad Católica      |  | 2-0       |  | Audax Italiano            |
| 3 de septiembre | Cuartos de final | Bicentenario Municipal de La Florida, Santiago      | Audax Italiano            |  | 3-1 (2-4) |  | Universidad Católica      |
| Universidad Católica avanza a semifinales con un marcador global de 3-3 y un triunfo de 4-2 mediante tiros desde el punto penal. |                  |                                                     |                           |  |           |  |                           |
| 9 de octubre | Semifinal        | Municipal Alcaldesa Ester Roa Rebolledo, Concepción | Universidad de Concepción |  | 0-1       |  | Universidad Católica      |
| 12 de octubre | Semifinal        | San Carlos de Apoquindo, Santiago                   | Universidad Católica      |  | 5-4       |  | Universidad de Concepción |
| Universidad Católica avanza a la final con un marcador global de 6-4.                                                            |                  |                                                     |                           |  |           |  |                           |

### Llaves de la fase final
|  | Cuartos de final                     | Cuartos de final                     | Cuartos de final                     |   |                      | Semifinales                             | Semifinales                             | Semifinales                             |  |  | Final                           | Final                           | Final                           |
|  | 31 ago. (ida) - 3 y 4 sept. (vuelta) | 31 ago. (ida) - 3 y 4 sept. (vuelta) | 31 ago. (ida) - 3 y 4 sept. (vuelta) |   |                      | 5 y 9 oct. (ida) - 9 y 12 oct. (vuelta) | 5 y 9 oct. (ida) - 9 y 12 oct. (vuelta) | 5 y 9 oct. (ida) - 9 y 12 oct. (vuelta) |  |  | 9 nov. (ida) - 16 nov. (vuelta) | 9 nov. (ida) - 16 nov. (vuelta) | 9 nov. (ida) - 16 nov. (vuelta) |
|  |                                      |                                      |                                      |   |                      |                                         |                                         |                                         |  |  |                                 |                                 |                                 |
|  | Santiago Morning                     | 1                                    | 0                                    |   |                      |                                         |                                         |                                         |  |  |                                 |                                 |                                 |
|  | Magallanes                           | 0                                    | 3                                    |   |                      |                                         |                                         |                                         |  |  |                                 |                                 |                                 |
|  | Magallanes                           | 0                                    | 3                                    |   | Magallanes           | 1                                       | 3                                       |                                         |  |  |                                 |                                 |                                 |
|  |                                      |                                      |                                      |   | Magallanes           | 1                                       | 3                                       |                                         |  |  |                                 |                                 |                                 |
|  |                                      | Deportes La Serena                   | 0                                    | 0 |                      |                                         |                                         |                                         |  |  |                                 |                                 |                                 |
|  | Deportes Iquique                     | Deportes La Serena                   | 0                                    | 0 | 1                    | 0                                       |                                         |                                         |  |  |                                 |                                 |                                 |
|  | Deportes Iquique                     |                                      |                                      |   | 1                    | 0                                       |                                         |                                         |  |  |                                 |                                 |                                 |
|  | Deportes La Serena                   | 2                                    | 1                                    |   |                      |                                         |                                         |                                         |  |  |                                 |                                 |                                 |
|  |                                      |                                      |                                      |   |                      |                                         |                                         |                                         |  |  | Magallanes                      | 1                               | 0 (2)                           |
|  |                                      |                                      | Universidad Católica                 | 0 | 1 (4)                |                                         |                                         |                                         |  |  |                                 |                                 |                                 |
|  | Audax Italiano                       | 0                                    | 3 (2)                                |   |                      |                                         |                                         |                                         |  |  |                                 |                                 |                                 |
|  | Universidad Católica                 | 2                                    | 1 (4)                                |   |                      |                                         |                                         |                                         |  |  |                                 |                                 |                                 |
|  | Universidad Católica                 | 2                                    | 1 (4)                                |   | Universidad Católica | 1                                       | 5                                       |                                         |  |  |                                 |                                 |                                 |
|  |                                      |                                      |                                      |   | Universidad Católica | 1                                       | 5                                       |                                         |  |  |                                 |                                 |                                 |
|  |                                      | Univ. de Concepción                  | 0                                    | 4 |                      |                                         |                                         |                                         |  |  |                                 |                                 |                                 |
|  | Huachipato                           | Univ. de Concepción                  | 0                                    | 4 | 0                    | 2                                       |                                         |                                         |  |  |                                 |                                 |                                 |
|  | Huachipato                           |                                      |                                      |   | 0                    | 2                                       |                                         |                                         |  |  |                                 |                                 |                                 |
|  | Univ. de Concepción                  | 3                                    | 5                                    |   |                      |                                         |                                         |                                         |  |  |                                 |                                 |                                 |

## Final

### Universidad Católica-Magallanes
El 9 de noviembre de 2011, la final de ida se disputó en el estadio San Carlos de Apoquindo y favoreció 1-0 a Magallanes, con gol de Paulo Cárdenas; el resultado dejaba a Magallanes con la primera opción de ganar el título. En el primer tiempo ambos equipos carecieron de ocasiones de gol. Tras la apertura de la cuenta en el marcador, los cruzados reclamaron un penal a su favor y los albicelesteses pudieron aumentar de contragolpe. Fue el primer triunfo de Magallanes sobre Universidad Católica desde el 4 de mayo de 1986.
| 1          | POR        | Cristopher Toselli |     |
| 4          | DEF        | Cristián Álvarez   |     |
| 16         | DEF        | Hans Martínez      |     |
| 2          | DEF        | Marko Biskupovic   |     |
| 15         | DEF        | Roberto Cereceda   |     |
| 9          | MED        | Fernando Meneses   |     |
| 6          | MED        | Francisco Silva    |     |
| 8          | MED        | Jorge Ormeño       | 82' |
| 21         | MED        | Felipe Gutiérrez   | 61' |
| 13         | DEL        | César Carignano    |     |
| 19         | DEL        | Francisco Pizarro  | 68' |
| Entrenador | Entrenador | Mario Lepe         |     |

| 12         | POR        | Héctor Barra           |     |
| 20         | DEF        | Gonzalo Abascal        | 14' |
| 3          | DEF        | Juan Cornejo           |     |
| 17         | DEF        | Felipe Hernández       |     |
| 13         | DEF        | Isaías Meneses         |     |
| 22         | MED        | Paulo Cárdenas         |     |
| 26         | MED        | Carlos Cisternas       |     |
| 21         | MED        | Esteban Bravo          |     |
| 16         | DEL        | Patricio Marcelo Salas | 81' |
| 11         | DEL        | Felipe Reynero         | 86' |
| 24         | DEL        | Claudio Latorre        |     |
| Entrenador | Entrenador | Osvaldo Hurtado        |     |

| 22 | DEL | Matías Mier     | 61' |
| 37 | DEL | Daúd Gazale     | 68' |
| 20 | MED | Kevin Harbottle | 82' |

| 5 | DEF | Rodrigo Aguilera | 14' |
| 7 | DEL | Mario Nuñez      | 81' |
| 9 | DEL | David Córdova    | 86' |

| Anotado | 85' | Paulo Cárdenas | 0-1 |

| Amonestado | 34'   | Hans Martínez   |
| Amonestado | 62'   | Francisco Silva |
| Amonestado | 90+1' | Matías Mier     |

| Amonestado | 45' | Isaías Meneses   |
| Amonestado | 80' | Carlos Cisternas |

| Árbitro | Eduardo Gamboa |

| 1          | POR        | Cristopher Toselli |     |
| 4          | DEF        | Cristián Álvarez   |     |
| 16         | DEF        | Hans Martínez      |     |
| 2          | DEF        | Marko Biskupovic   |     |
| 15         | DEF        | Roberto Cereceda   |     |
| 9          | MED        | Fernando Meneses   |     |
| 6          | MED        | Francisco Silva    |     |
| 8          | MED        | Jorge Ormeño       | 82' |
| 21         | MED        | Felipe Gutiérrez   | 61' |
| 13         | DEL        | César Carignano    |     |
| 19         | DEL        | Francisco Pizarro  | 68' |
| Entrenador | Entrenador | Mario Lepe         |     |

| 12         | POR        | Héctor Barra           |     |
| 20         | DEF        | Gonzalo Abascal        | 14' |
| 3          | DEF        | Juan Cornejo           |     |
| 17         | DEF        | Felipe Hernández       |     |
| 13         | DEF        | Isaías Meneses         |     |
| 22         | MED        | Paulo Cárdenas         |     |
| 26         | MED        | Carlos Cisternas       |     |
| 21         | MED        | Esteban Bravo          |     |
| 16         | DEL        | Patricio Marcelo Salas | 81' |
| 11         | DEL        | Felipe Reynero         | 86' |
| 24         | DEL        | Claudio Latorre        |     |
| Entrenador | Entrenador | Osvaldo Hurtado        |     |

| 22 | DEL | Matías Mier     | 61' |
| 37 | DEL | Daúd Gazale     | 68' |
| 20 | MED | Kevin Harbottle | 82' |

| 5 | DEF | Rodrigo Aguilera | 14' |
| 7 | DEL | Mario Nuñez      | 81' |
| 9 | DEL | David Córdova    | 86' |

| Anotado | 85' | Paulo Cárdenas | 0-1 |

| Amonestado | 34'   | Hans Martínez   |
| Amonestado | 62'   | Francisco Silva |
| Amonestado | 90+1' | Matías Mier     |

| Amonestado | 45' | Isaías Meneses   |
| Amonestado | 80' | Carlos Cisternas |

| Árbitro | Eduardo Gamboa |

### Magallanes-Universidad Católica
El 16 de noviembre de 2011, la final de vuelta se jugó en el estadio Santa Laura-Universidad SEK. Según una parte de la prensa, dos cobros discutibles de Julio Bascuñán fueron un gol anulado a Daud Gazale, delantero de Universidad Católica, y la expulsión de Juan Cornejo, capitán de Magallanes. A dos minutos del final, Gazale convirtió el gol del triunfo para su equipo. Debido a que igualaron 1-1 en el marcador global, los finalistas definieron el título a través de tiros desde el punto penal, instancia en la cual Universidad Católica venció 4-2 a Magallanes. El último penal de la serie lo convirtió Roberto Cereceda. Tras la definición un grupo de hinchas invadieron el campo de juego para festejar.
| 12         | POR        | Héctor Barra     |     |
| 13         | DEF        | Isaías Meneses   |     |
| 17         | DEF        | Felipe Hernández |     |
| 3          | DEF        | Juan Cornejo     |     |
| 5          | DEF        | Rodrigo Aguilera |     |
| 22         | MED        | Paulo Cárdenas   |     |
| 26         | MED        | Carlos Cisternas |     |
| 21         | MED        | Esteban Bravo    |     |
| 11         | MED        | Felipe Reynero   | 67' |
| 16         | DEL        | Patricio Salas   | 53' |
| 24         | DEL        | Claudio Latorre  |     |
| Entrenador | Entrenador | Osvaldo Hurtado  |     |

| 1          | POR        | Cristopher Toselli |     |
| 29         | DEF        | Stefano Magnasco   | 74' |
| 15         | DEF        | Roberto Cereceda   |     |
| 16         | DEF        | Hans Martínez      |     |
| 4          | DEF        | Cristián Álvarez   |     |
| 8          | MED        | Jorge Ormeño       |     |
| 14         | MED        | Juan Pablo Gómez   | 46' |
| 22         | MED        | Matías Mier        | 60' |
| 10         | MED        | Milovan Mirosevic  |     |
| 21         | MED        | Felipe Gutiérrez   |     |
| 37         | DEL        | Daúd Gazale        |     |
| Entrenador | Entrenador | Mario Lepe         |     |

| 29 | MED | Sergio Moreno | 53' |
| 8  | MED | Carlos Opazo  | 67' |

| 9  | MED | Fernando Meneses  | 46' |
| 19 | DEL | Francisco Pizarro | 60' |
| 18 | DEL | Pablo Calandria   | 74' |

| Anotado | 88' | Daúd Gazale | 0-1 |

|                  |                  | 0:0 | Fallo de penal   | Milovan Mirosevic |
|                  |                  |     |                  |                   |
| Carlos Cisternas | Acierto de penal | 1:0 |                  |                   |
|                  |                  | 1:1 | Acierto de penal | Pablo Calandria   |
| Paulo Cárdenas   | Fallo de penal   | 1:1 |                  |                   |
|                  |                  | 1:2 | Acierto de penal | Fernando Meneses  |
| Claudio Latorre  | Acierto de penal | 2:2 |                  |                   |
|                  |                  | 2:3 | Acierto de penal | Felipe Gutiérrez  |
| Rodrigo Aguilera | Fallo de penal   | 2:3 |                  |                   |
|                  |                  | 2:4 | Acierto de penal | Roberto Cereceda  |

| Amonestado | 7'  | Esteban Bravo  |
| Amonestado | 22' | Patricio Salas |
| Amonestado | 69' | Sergio Moreno  |

| Amonestado | 11' | Milovan Mirosevic |
| Amonestado | 40' | Roberto Cereceda  |
| Amonestado | 56' | Hans Martínez     |

| Expulsado | 50' | Juan Cornejo |

| Árbitro | Julio Bascuñán |

| 12         | POR        | Héctor Barra     |     |
| 13         | DEF        | Isaías Meneses   |     |
| 17         | DEF        | Felipe Hernández |     |
| 3          | DEF        | Juan Cornejo     |     |
| 5          | DEF        | Rodrigo Aguilera |     |
| 22         | MED        | Paulo Cárdenas   |     |
| 26         | MED        | Carlos Cisternas |     |
| 21         | MED        | Esteban Bravo    |     |
| 11         | MED        | Felipe Reynero   | 67' |
| 16         | DEL        | Patricio Salas   | 53' |
| 24         | DEL        | Claudio Latorre  |     |
| Entrenador | Entrenador | Osvaldo Hurtado  |     |

| 1          | POR        | Cristopher Toselli |     |
| 29         | DEF        | Stefano Magnasco   | 74' |
| 15         | DEF        | Roberto Cereceda   |     |
| 16         | DEF        | Hans Martínez      |     |
| 4          | DEF        | Cristián Álvarez   |     |
| 8          | MED        | Jorge Ormeño       |     |
| 14         | MED        | Juan Pablo Gómez   | 46' |
| 22         | MED        | Matías Mier        | 60' |
| 10         | MED        | Milovan Mirosevic  |     |
| 21         | MED        | Felipe Gutiérrez   |     |
| 37         | DEL        | Daúd Gazale        |     |
| Entrenador | Entrenador | Mario Lepe         |     |

| 29 | MED | Sergio Moreno | 53' |
| 8  | MED | Carlos Opazo  | 67' |

| 9  | MED | Fernando Meneses  | 46' |
| 19 | DEL | Francisco Pizarro | 60' |
| 18 | DEL | Pablo Calandria   | 74' |

| Anotado | 88' | Daúd Gazale | 0-1 |

|                  |                  | 0:0 | Fallo de penal   | Milovan Mirosevic |
|                  |                  |     |                  |                   |
| Carlos Cisternas | Acierto de penal | 1:0 |                  |                   |
|                  |                  | 1:1 | Acierto de penal | Pablo Calandria   |
| Paulo Cárdenas   | Fallo de penal   | 1:1 |                  |                   |
|                  |                  | 1:2 | Acierto de penal | Fernando Meneses  |
| Claudio Latorre  | Acierto de penal | 2:2 |                  |                   |
|                  |                  | 2:3 | Acierto de penal | Felipe Gutiérrez  |
| Rodrigo Aguilera | Fallo de penal   | 2:3 |                  |                   |
|                  |                  | 2:4 | Acierto de penal | Roberto Cereceda  |

| Amonestado | 7'  | Esteban Bravo  |
| Amonestado | 22' | Patricio Salas |
| Amonestado | 69' | Sergio Moreno  |

| Amonestado | 11' | Milovan Mirosevic |
| Amonestado | 40' | Roberto Cereceda  |
| Amonestado | 56' | Hans Martínez     |

| Expulsado | 50' | Juan Cornejo |

| Árbitro | Julio Bascuñán |

## Campeón
Al derrotar a Magallanes 1-0 en tiempo reglamentario y 4-2 en tiros desde el punto penal, Universidad Católica ganó su cuarto título de Copa Chile, y clasificó a Copa Sudamericana 2012. La Copa Chile 2011 fue el primer campeonato profesional ganado por su entrenador Mario Lepe.
| Chile                           |
| Universidad Católica 4.º título |